# Amt Aumühle-Wohltorf
Das ehemalige Amt Aumühle-Wohltorf lag im Kreis Herzogtum Lauenburg in Schleswig-Holstein. 
Es wurde zum 27. November 1967 gegründet und umfasste die Gemeinden Aumühle und Wohltorf sowie den Forstgutsbezirk Sachsenwald, ein gemeindefreies Gebiet. Zum 1. Januar 2008 hat sich das Amt aufgelöst und die Gemeinden und der Forstgutsbezirk sind dem Amt Hohe Elbgeest beigetreten.
Die Verwaltungsgeschäfte des Amtes wurden von der ehrenamtlich verwalteten Gemeinde Aumühle geführt. Das Amt hatte eine Fläche von knapp 70 km², wovon der Forstgutsbezirk fast 60 km² umfasste, und zuletzt etwa 5400 Einwohner.